# Liste der Monuments historiques in Mortefontaine-en-Thelle
Die Liste der Monuments historiques in Mortefontaine-en-Thelle führt die Monuments historiques in der französischen Gemeinde Mortefontaine-en-Thelle auf.

## Liste der Objekte
| Bezeichnung             | Beschreibung                              | Standort                 | Kennzeichnung | Schutzstatus | Datum | Bild |
| ----------------------- | ----------------------------------------- | ------------------------ | ------------- | ------------ | ----- | ---- |
| Skulptur Jungfrau Maria | Stein, polychrom gefasst, 14. Jahrhundert | in der Kirche Notre-Dame | PM60005006    | Inscrit      | 2011  |      |